# Dysdera littoralis
Dysdera littoralis là một loài nhện trong họ Dysderidae.
Loài này thuộc chi Dysdera. Dysdera littoralis được J. Denis miêu tả năm 1962.